# Milena Canonero
Milena Canonero (ur. 1 stycznia 1946 w Turynie) – włoska projektantka kostiumów filmowych i teatralnych. Zajmuje się też okazjonalnie projektowaniem scenografii filmowej. Współpracowała z największymi wizjonerami kina ostatnich dekad, m.in. Stanleyem Kubrickiem, Francisem Fordem Coppolą, Warrenem Beatty, Stevenem Soderberghiem czy Romanem Polańskim.

## Życiorys
Urodziła się w Turynie, a dorastała w Genui, gdzie studiowała kostiumografię, po czym kontynuowała naukę w Anglii. Właśnie tam zaczęła pracować nad spektaklami teatralnymi i niezależnymi produkcjami filmowymi. Tworzyła także projekty reklam telewizyjnych, co sprawiło, że poznała wielu twórców filmowych, z których najważniejszym dla jej przyszłości okazał się Stanley Kubrick. Ich pierwszym wspólnym sukcesem była skandalizująca Mechaniczna pomarańcza (1971). Później Canonero pracowała z Kubrickiem jeszcze przy Barrym Lyndonie (1975) i Lśnieniu (1980).
Równolegle do coraz intensywniejszej kariery filmowej, od lat 70. Canonero projektowała kostiumy dla najznakomitszych scen teatralnych i operowych świata, takich jak Opera Wiedeńska, paryska Opéra Garnier, mediolańska La Scala, wiedeński Burgtheater czy nowojorska Metropolitan Opera. Początkowo blisko współpracowała z reżyserem austriackim Otto Schenkiem, a w późniejszych latach - ze Szwajcarem Lukiem Bondym.
Zdobywczyni dziewięciu nominacji i czterech Oscarów za najlepsze kostiumy do filmów: Barry Lyndon (1975) Stanleya Kubricka (wraz z Ullą-Britt Söderlund), Rydwany ognia (1981) Hugh Hudsona, Maria Antonina (2006) Sofii Coppoli oraz Grand Budapest Hotel (2014) Wesa Andersona. Ponadto laureatka trzech nagród BAFTA (1982, 1986, 2015), włoskiego Davida di Donatello (2008) oraz Honorowego Złotego Niedźwiedzia na 67. MFF w Berlinie (2017).
Od 1980 jest żoną aktora Marshalla Bella.

## Filmografia

### kostiumy
- 1971: Mechaniczna pomarańcza (A Clockwork Orange)
- 1975: Barry Lyndon
- 1977: Zniknięcie (The Disappearance)
- 1978: Ekspres o północy (Midnight Express)
- 1980: Lśnienie (The Shining)
- 1981: Rydwany ognia (Chariots of Fire)
- 1983: Zagadka nieśmiertelności (The Hunger)
- 1984: Cotton Club (The Cotton Club)
- 1984: Pozdrowienia dla Broad Street (Give My Regards to Broad Street)
- 1985: Pożegnanie z Afryką (Out of Africa)
- 1986: Policjanci z Miami (Miami Vice) – 24 odcinki serialu (1986-87)
- 1987: Ćma barowa (Barfly)
- 1988: Tucker. Konstruktor marzeń (Tucker: The Man and His Dream)
- 1990: Dick Tracy
- 1990: Dr Grasler (Mio caro dottor Gräsler)
- 1990: Ojciec chrzestny III (The Godfather Part III)
- 1992: Skaza (Damage)
- 1992: Sublokatorka (Single White Female)
- 1994: Śmierć i dziewczyna (Death and the Maiden)
- 1994: Tylko ty (Only You)
- 1994: Przygoda miłosna (Love Affair)
- 1994: Camilla
- 1998: Senator Bulworth (Bulworth)
- 1999: Tytus Andronikus (Titus)
- 2001: Afera naszyjnikowa (The Affair of the Necklace)
- 2002: Solaris
- 2004: Podwodne życie ze Steve’em Zissou (The Life Aquatic with Steve Zissou)
- 2004: Eros - epizod Equilibrium
- 2004: Ocean’s Twelve: Dogrywka (Ocean’s Twelve)
- 2006: Maria Antonina (Marie Antoinette)
- 2006: Zawsze piękna (Belle toujours)
- 2007: Pociąg do Darjeeling (The Darjeeling Limited)
- 2007: Wicekrólowie (I vicerè)
- 2010: Wilkołak (The Wolfman)
- 2011: Rzeź (Carnage)
- 2014: Grand Budapest Hotel (The Grand Budapest Hotel)
- 2014: Przed rozstaniem (Last Summer)
- 2016: Paryż może poczekać (Bonjour Anne)

### scenografia
- 1992: Sublokatorka (Single White Female)
- 2014: Przed rozstaniem (Last Summer)